# Rostislav František Reichstädter
Rostislav František Reichstädter (19. května 1870 Drysice – 16. ledna 1944 Prostějov) byl rakouský a český politik, na počátku 20. století poslanec Říšské rady a Moravského zemského sněmu.

## Biografie

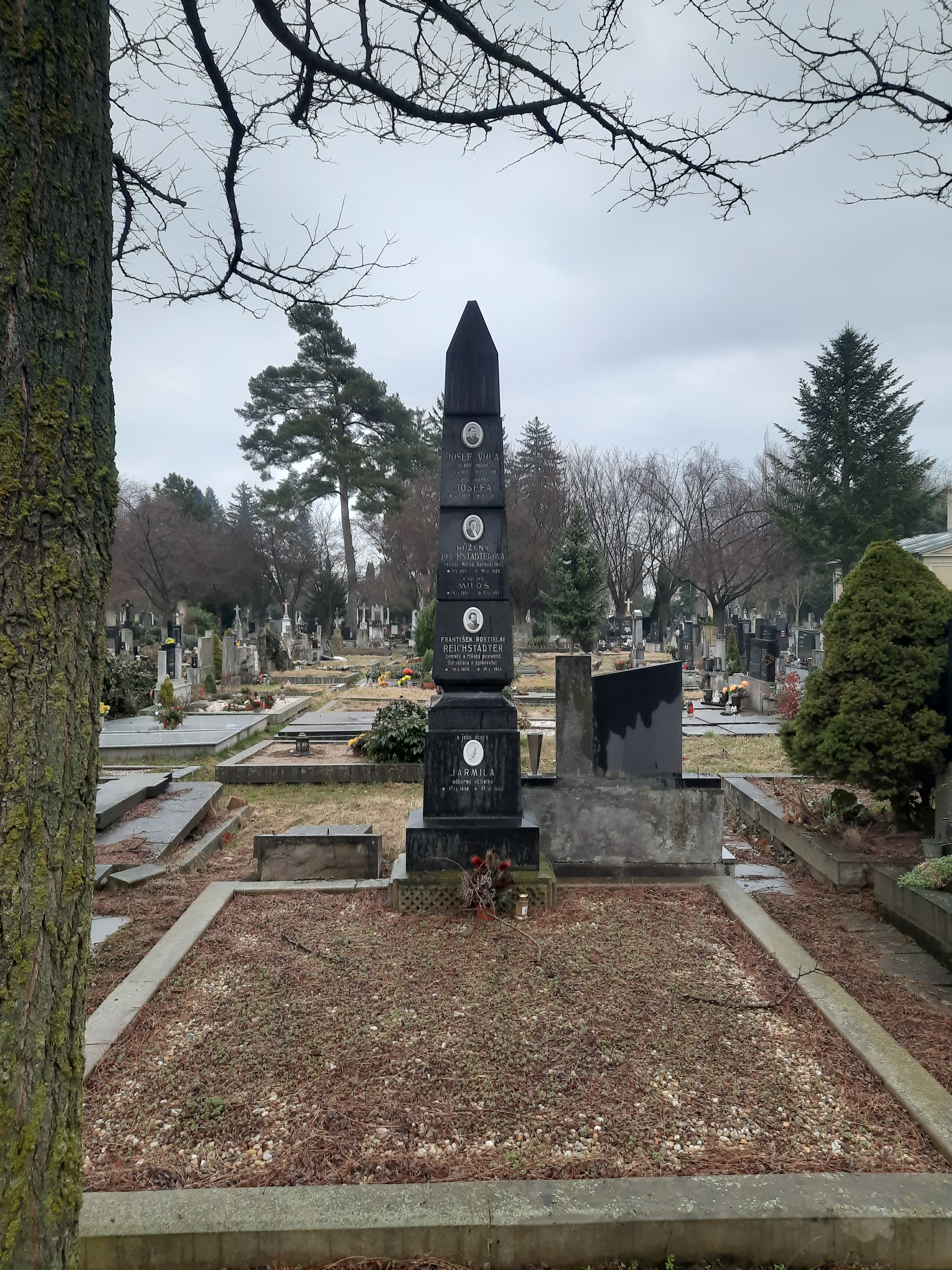
Hrobky rodiny Reichstädterovy a Vrlovy na Městském hřbitově v Prostějově

Jeho manželkou byla politička Růžena Reichstädterová. Rostislav František Reichstädter byl profesí básníkem, novinářem a politikem.
Politicky patřil k Lidové straně na Moravě (moravská odnož mladočeské strany), později k Lidové straně pokrokové. Byl předákem její organizace v Prostějově. Předtím se uvádí rovněž jako stoupenec moravské odnože České strany národně sociální.
Zasedal na Moravském zemském sněmu, kam byl zvolen v zemských volbách roku 1913 za lidové pokrokáře, přičemž ho podpořila i jeho původní strana (Lidová strana na Moravě) vedená Hynkem Bulínem.
Na počátku 20. století se zapojil i do celostátní politiky. Ve volbách do Říšské rady roku 1901 se stal poslancem Říšské rady (celostátní zákonodárný sbor) za kurii všeobecnou, obvod Valašské Meziříčí, Místek, Holešov atd. Mandát obhájil také ve volbách do Říšské rady roku 1907, konaných poprvé podle všeobecného a rovného volebního práva, kdy se stal poslancem za český obvod Morava 22. Usedl jako hospitant do poslanecké frakce Český klub (širší aliance českých, národně-konzervativních a liberálních subjektů).
Zemřel roku 1944 a byl pohřben na Městském hřbitově v Prostějově.